# Tren Urbano
De Tren Urbano of Urban Train is een klein metrostelsel in San Juan, de hoofdstad van Puerto Rico. Het systeem kent één lijn met een lengte van 17,2 kilometer, waaraan 16 stations gelegen zijn. De lijn verbindt San Juan met de aangrenzende gemeenten Bayamón en Guaynabo. De metro begon in december 2004 met testritten en in juni 2005 startte een reguliere dienstregeling.
Hoewel de Tren Urbano geautomatiseerd is, zijn er ook metrobestuurders die het systeem waar nodig kunnen corrigeren. Siemens had een zeer groot aandeel in de bouw van het systeem. Zij bouwden het rollend materieel in Californië, de wagens zijn voorzien van airconditioning.

## Geschiedenis en toekomst
In 1989 deed het ministerie voor transport en openbare werken een voorstel om een metro genaamd Tren Urbano te bouwen. Dit zou het eerste project in zijn soort worden binnen Puerto Rico, (een eilandgebied van de Verenigde Staten). De eerste fase richtte zich op het meest door fileleed geplaagde deel van de metropool San Juan. De bouw aan de metro begon in 1997 en de opening was voorzien voor 2001. Met enige vertraging werden testritten uitgevoerd in december 2004 en in juni 2005 werd een reguliere dienstregeling gestart, met betaalde kaartjes.
Door de jaren heen ontstonden verschillende ideeën voor uitbreiding van de Tren Urbano. Het ministerie van Verkeer en Vervoer formuleerde begin 2011 langetermijnplannen voor de Tren Urbano in opdracht van de metropool San Juan; vanaf station Rio Piedras is een vertakking gepland naar het oostelijke Carolina. Ook zit een verlenging met twee stations richting het historische centrum van San Juan in de pijplijn. Beide plannen zijn ingetekend op een afbeelding in de galerij. Er bestaan vergevorderde plannen om een lightrail-lijn naar Caguas aan te leggen.

## Netwerk
| Stationsnaam    | Ligging     | Geopend |
| --------------- | ----------- | ------- |
| Deportivo       | verhoogd    | 2005    |
| Jardines        | bovengronds | 2005    |
| Torrimar        | bovengronds | 2005    |
| Nadal           | bovengronds | 2005    |
| Lomas           | verhoogd    | 2005    |
| Francisco       | verhoogd    | 2005    |
| Médico          | bovengronds | 2005    |
| Cupey           | verhoogd    | 2005    |
| Piedras         | ondergronds | 2005    |
| Universidad     | ondergronds | 2005    |
| Piñero          | verhoogd    | 2005    |
| Domenech        | verhoogd    | 2005    |
| Roosevelt       | verhoogd    | 2005    |
| Hato Rey        | verhoogd    | 2005    |
| Sagrada Corazón | verhoogd    | 2005    |

## Galerij

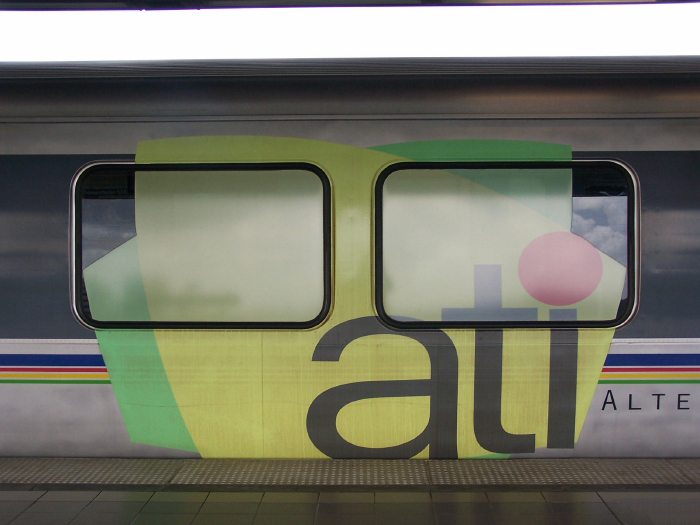
ati (Alternativa de Transporte Integrado)
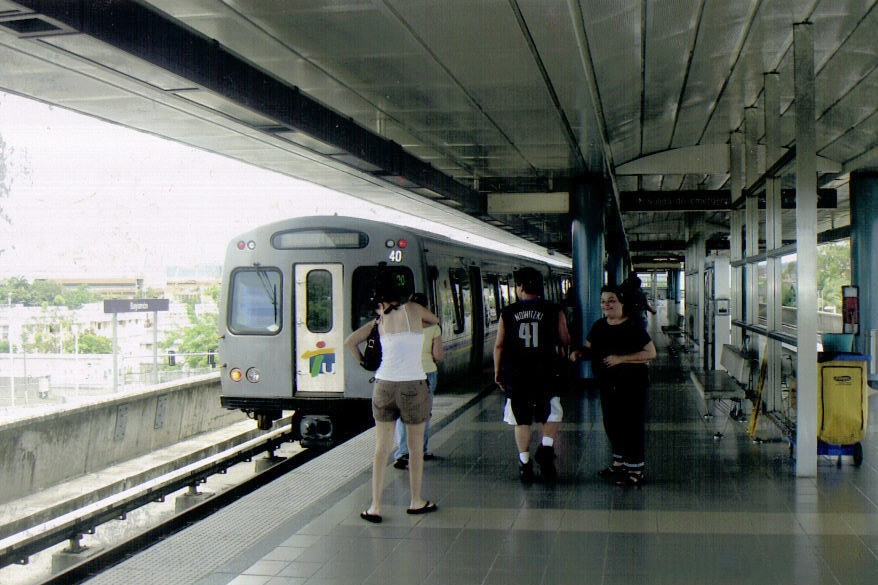
Station Bayamón (2008)
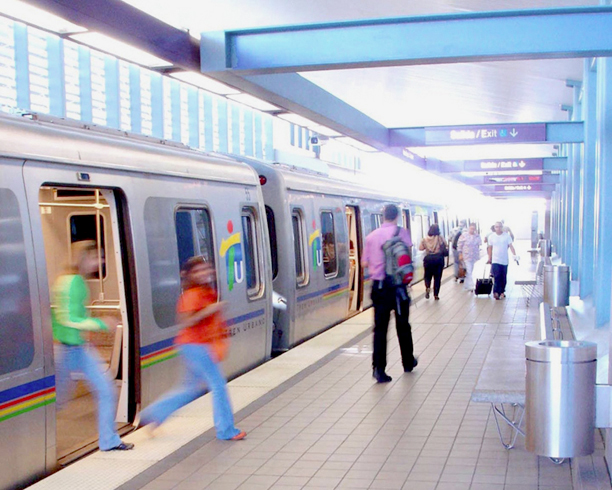
Het perron van station Roosevelt